# Jegy

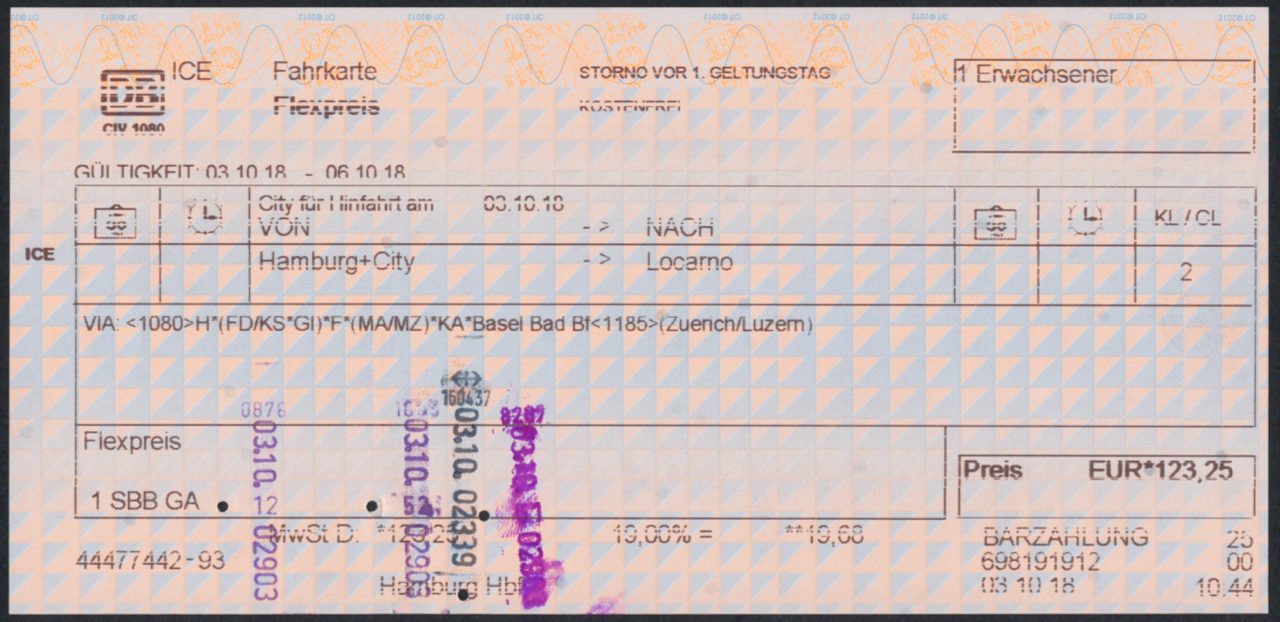
Német vasúti jegy

A jegy olyan utalvány, amely jelzi, hogy az egyén jogosult belépni egy eseményre vagy létesítménybe, például színházba, vidámparkba vagy turisztikai attrakcióba, vagy joga van járművel utazni, ez lehet például repülőjegy, buszjegy vagy vonatjegy. Egy magánszemély általában fizet egy jegyért, de lehet, hogy ingyenesen kapta. A jegy egyszerűen igazolja a jogosultságot vagy a foglalást. A jegy bármely helyre érvényes lehet vagy egy meghatározott helyre (helyjegy a garantált ülőhelyhez). A jegyek kezelés után érvényességüket vesztik, így csak egyszer használhatóak. A többször is felhasználható jegyeket bérletjegynek nevezzük.

## Jegyvásárlási lehetőségek
Jegyet az alábbi módokon vehetünk:
- Jegypénztárból;
- Közlekedési eszközön a személyzettől;

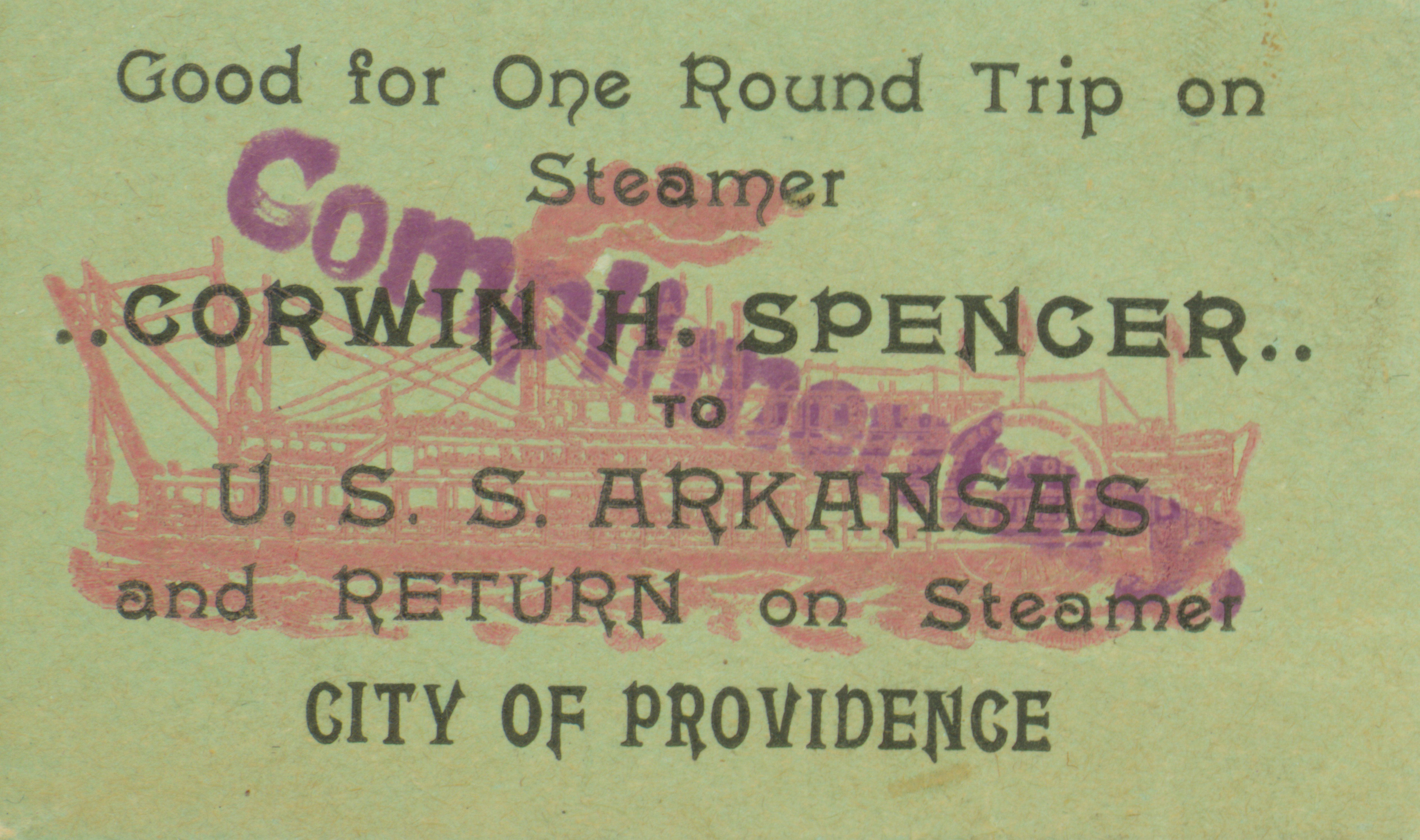
Tiszteletjegy a Corwin H. Spencer gőzhajóra a 20. század elejéről

- jegykiadó automatából;
- Újságosnál, könyvesboltban;
- Online.

## Tiszteletjegy
A tiszteletjegy olyan ingyenes, ajándékba adott belépőjegy, amely meghatározott rendezvényre (gyakran színi- vagy mozielőadásra) való belépésre jogosít.
Ajándék jegyeket találhatunk más termékekkel együtt forgalmazva is.
A tiszteletre való hivatkozás azt fejezi ki, hogy meghatározott személynek juttatják és a jegy át nem ruházható.